# Special Force (відеогра)
Special Force — безкоштовний тактичний шутер від першої особи (MMOFPS), розроблений корейською студією Dragonfly на території Європи та СНД гру видає Gameforge. 

## Ігрові режими
- Training
- Single Battle
- Team Battle
- Clan Battle
- Team Death Match
- CTC
- CTC 2
- Horror Mode
- Sniper
- Rage Mode
- Horror Mode 2
- Pirate Mode